# عبدالرحیم صاحب‌الفصول
عبدالرحیم صاحب‌الفصول (۱۲۹۴ قمری/ ۱۲۵۶ شمسی - ۱۳۶۷ قمری/ ۱۳۲۷ شمسی)) مشهور به حائری، نویسنده، شاعر و عارف معاصر ایرانی است.
وی که ساکن تهران بوده‌است در ۱۳۴۵ قمری یکسال پس از تخریب بناهای قبور بقیع توسط وهابیون و خودداری مسلمانان از سفر حج، با هزار نفر از شام راهی حجاز شد. عبدالعزیز سعودی (پادشاه عربستان) از وی استقبال کرد. صاحب الفصوص از پادشاه خواست صورتِ قبور معلوم گشته و تجدید شود که طی توافق‌نامه ای مورد پذیرش پادشاه عربستان واقع شد، چنان‌که تا حال همانگونه باقی است.
وی در جنوب غرب تهران، خیابان کارون جنوبی تقاطع خیابان هاشمی مدفون است.

## تالیفات
«هدایه العامه فی اثبات الامامه»، «منظومه موجز المقال در علم درایه» و «منظومه ادربیع فصولی»

## جد
جد اعلای وی احتمالاً شیخ محمدحسین اصفهانی (متوفای ۱۲۶۱ هـ. ق) صاحب کتاب الفصول الغرویه در علم اصول فقه است که خاندانش به «صاحب‌الفصول» مشورند.
یکی از پسران وی به نام مهدی دارای جلسات درسیِ اخلاق و عرفان است.